# Ebba Sparre (konstnär)
Ebba Maria Sparre, född 2 mars 1764, död 5 april 1837 i Stockholm, var en svensk grevinna, målare och tecknare.
Hon var dotter till rikskanslern greve Fredrik Sparre och grevinnan Brita Christina Sparre af Sundby och från 1803 gift med hovmarskalken Fredrik Fabian Montgomery. Sparre  som växte upp på Åkerö slott var i sin ungdomstid intresserad av att teckna och detta stimulerades genom att hon även fick undervisning i målning och teckning. Band hennes bevarade verk märks en teckning över Stockholm. 